# جوي جيلمور
جوي جيلمور (بالإنجليزية: Joey Gilmore)‏ هو كاتب أغاني أمريكي، ولد في 6 يوليو 1944 في أوكالا في الولايات المتحدة.

## روابط خارجية
- جوي جيلمور على موقع IMDb (الإنجليزية)
- جوي جيلمور على موقع ميوزك برينز (الإنجليزية)
- جوي جيلمور على موقع أول ميوزيك (الإنجليزية)
- جوي جيلمور على موقع ديسكوغز (الإنجليزية)